# プレイガイド
プレイガイド（英: ticket agency）とは、映画、コンサート、演劇、スポーツイベントなどの各種興行の入場券（チケット）の予約・発券業務を代行する事業及びその店舗である。チケットセンターやチケットオフィスとも呼ばれる。主催者の直売や劇場の発券所（ボックス・オフィス）にもこの呼称が使われることがあるが、本項では取り扱わない。

## 概要
映画、コンサート、演劇、スポーツなど各種イベントの興行チケットや入場券などを販売する窓口とその事業である。主催者から正式に依託を受けて事業を行う者を指し、主催者から正式に依託を受けていない金券ショップ、転売屋やダフ屋などはプレイガイドと呼ばない。
大都市では年中どこかで多種多様な興行が行われていることが普通であり、興行・主催者ごとに広報・発券を行うことには集客・労力面で限界がある。そこで興行や主催者の内容や方向性にかかわらず、対象とする地域内の各種興行を網羅的に案内・紹介し、発券を代行する業務が発生した。
プレイガイドは一定の範囲内で取捨選択を行わず、委託を希望する興行を全て取り扱い、主催者の直売や劇場の発券所のように限定的でなく網羅的である特徴を持つ。スケールメリットが大きく影響し、先行者利益を生みやすく寡占が起こりやすい。逆に興行数が少ないと事業が成立しない。
なお「プレイガイド」は和製英語で、アメリカ合衆国ではプレイガイドなど数ドルの手数料でエンターテイメント関連のチケットを扱う業者をチケットロンという。また、新聞広告や雑誌広告を通してチケットを扱う業者をチケット・エージェンシーという。

## 歴史
日本では、オンラインシステムが導入される前のプレイガイドは大都市を中心に存在していた。運営母体は新聞社系（北海道新聞→道新プレイガイドなど）や証券会社（赤木屋証券→赤木屋プレイガイド）などで、事前に印刷されたチケットをプロモーターや興行主が各プレイガイドに持ち込む方式だった。
1970年代から1990年代にかけては関東圏では1971年に『シティロード』、翌1972年に『ぴあ』、関西圏では1971年に『プレイガイドジャーナル』（のち『ぷがじゃ』に誌名変更）が刊行され、そのほか各地域のローカル情報誌も多数発行されていた。イベント雑誌を購読して情報収集し、プレイガイド店舗のチケットカウンターで入場券を購入するというスタイルが定着したのはこの時代である。
ぴあは1984年にチケットぴあのサービスを開始。『ぴあ』の発行を通じて日本各地の興行を紹介するとともに、チケットカウンターや電話受付による発券システムにより、1980年代後半までにプレイガイドのオンラインシステムを確立した。
2000年代に入るとインターネットの普及により、イベント情報の発信源は雑誌からウェブサイトに取って代わり、プレイガイド各社は実店舗からウェブサイトに軸足を移し始めた。『ぴあ』のライバル誌とされていた『シティロード』『ぷがじゃ』の2大情報誌は2000年以前に廃刊となっている。またかつてのプレイガイドの有人チケットカウンターに代わり、コンビニエンスストア店頭のマルチメディアステーション（Loppi、Famiポートなどの類）が普及した。
2010年代までにはウェブサイト上の電子商取引として定着しており、現在では実店舗の案内所を持たないプレイガイドも多い。

## 主要なプレイガイド

### 日本

#### 大手
下記のうち、e+、CNプレイガイド、チケットぴあ、ローソンチケット（サービス名の五十音順）の4社が、コンピュータ・チケッティング協議会に加盟している。
チケットぴあ
ぴあが運営。日本で最初に本格的事業を開始。電子サービスの旧称は、「電子チケットぴあ」。
小劇場公演や映画館の指定席券からコンサート、スポーツ競技などイベント入場券まで幅広く取り扱っており、取扱枚数は不動のトップクラス。ぴあSTATION、チケットぴあSPOTと呼ばれる発券窓口（直営・フランチャイズ代理店）をほぼ全国に配置し対面販売に強みがある。
現在でも大型公演の発売日前日には、一番に購入したい者達による徹夜組の列がぴあSTATION、チケットぴあSPOT店舗周辺で見られる。
コンビニはセブン-イレブン、サークルKサンクス（一部店舗）と提携。
※以前はファミリーマートと提携していたが、2009年にファミリーマートとe+の提携が事実上再開したことを受けて、同社との提携は2010年5月で一度解消したが、サークルKサンクスを吸収した2016年11月に、今後（時期未定ではあるが）チケットぴあとの業務提携を再開することを発表した（ただし、2017年6月現在でサークルK・サンクスのブランドで営業を暫定継続している店舗についてはこの名残でチケットぴあでの取り扱いもしている）。
これとは別に劇団四季の座席予約システムの構築もしている。
ローソンチケット
ローソン完全子会社のローソンエンタテインメントが運営。ウェブサイト名は、「ローソンチケット」→「ローチケ.com」→「ローチケ」。
Loppiでの販売を中心に展開。以前はダイエー系列のスーパーのサービスカウンターで対面販売を行っていたが、現在は撤退している。
自社サービスの他に、JCBのプレイガイドサービス「チケットJCB」の業務受託も行っている。以前はアメリカン・エキスプレス会員向けのチケット発券業務も行っていた。
e+
イープラスが運営。チケットセゾンを実質的に継承する形で、クレディセゾン等とソニーグループが折半出資し2000年に事業開始。販売チャネルがインターネットと電話（一部）のみの通信販売専業が特徴。2006年からはチケットぴあに代わりセブン-イレブンでの発券も開始、2009年からはファミリーマートでも発券を開始した（なお2010年6月以後、セブン-イレブンはチケットぴあと提携を再開しているが、e+との提携も引き続き実施する。またファミリーマートも上記のチケットぴあとの提携再開後も引き続きe+も取り扱うことが決定している）。
KDDIと提携し、auチケット（au携帯電話利用者向けのプレイガイドサービス）のチケット発券業務も行っている。
CNプレイガイド
ビッグホリデー傘下のコミュニティネットワークが運営。am/pm（→ファミリーマートへ経営譲渡。譲渡後も提携継続中）・セーブオン（一部店舗）に設置された「CNぷれいBOX」での発券業務の他、近年はインターネット等による通信販売にも力を入れている。また、上記店舗の他JR四国とも提携している他、2006年からはセブン-イレブンでの発券も開始した。
セブンチケット
セブン&アイ・ホールディングス完全子会社のセブン-イレブン・ジャパン子会社のセブンドリーム・ドットコムが運営。
Funity
ファミリーマート子会社のEVENTIFYが運営。
Confetti
ロングランプランニングが運営。インターネットと電話のみでの販売。一般的な公演の他に、小劇場や小規模なイベント、コンサート等も扱っている。
チケットスペース
インタースペースが運営。
チケットよしもと
吉本興業が運営。同社主催のお笑いライブのチケットを販売。
Secomaチケット
道新プレイガイド（北海道新聞グループ会社の道新文化事業社）が取扱うチケットをセイコーマート（北海道のみ）のマルチコピー機を使用して販売する。2022年7月25日開始。
| サービス名       | 運営会社                   | コード                       | コンピュータ・ チケッティング 協議会 加盟 | MMS直接購入 が可能なコンビニ（チェーン店舗数順） | MMS直接購入 が可能なコンビニ（チェーン店舗数順） | MMS直接購入 が可能なコンビニ（チェーン店舗数順） | MMS直接購入 が可能なコンビニ（チェーン店舗数順） | MMS直接購入 が可能なコンビニ（チェーン店舗数順） |
| サービス名       | 運営会社                   | コード                       | コンピュータ・ チケッティング 協議会 加盟 | セブン-イレブン                                  | ファミリーマート                                 | ローソン                                         | サークルK、 サンクス                             | ミニストップ                                     |
| ---------------- | -------------------------- | ---------------------------- | ----------------------------------------- | ------------------------------------------------ | ------------------------------------------------ | ------------------------------------------------ | ------------------------------------------------ | ------------------------------------------------ |
| チケットぴあ     | ぴあ                       | Pコード （数3桁-数3桁）      | ○                                         | ○                                                |                                                  |                                                  | ○                                                |                                                  |
| ローソンチケット | ローソンエンタテインメント | Lコード （数5桁）            | ○                                         |                                                  |                                                  | ○                                                |                                                  | ○                                                |
| e+               | イープラス                 |                              | ○                                         |                                                  | ○                                                |                                                  |                                                  |                                                  |
| CNプレイガイド   | コミュニティネットワーク   |                              | ○                                         |                                                  | ○                                                |                                                  |                                                  |                                                  |
| セブンチケット   | セブンドリーム・ドットコム | セブンコード （数3桁-数3桁） |                                           | ○                                                |                                                  |                                                  |                                                  |                                                  |
| Funity           | EVENTIFY                   |                              |                                           |                                                  | ○                                                |                                                  |                                                  |                                                  |
| チケットよしもと | 吉本興業                   | Yコード （数3桁-数3桁）      |                                           |                                                  | ○                                                |                                                  |                                                  |                                                  |

以下は、インターネット専業サービス（オンラインチケット販売サービス）。インターネット上での手続きが必須で、実店舗やコンビニでの購入は不可能。専用スマートフォンアプリのみで完結可能なサービスも多い。
チケットJCB
ジェーシービーが委託し、イープラスが運営。
楽天チケット
楽天子会社のチケットスターが運営。
Tチケット
カルチュア・コンビニエンス・クラブ完全子会社のカルチュア・エンタテインメント（2014年12月1日設立）が運営。
チケットペイ
メタップス完全子会社のメタップスペイメントが運営。
Peatix
電子チケットサービス。2007年にOrinoco株式会社が開始し、その後世界展開を睨んで2015年に本社をアメリカに移している。

##### 終了済み
チケットセゾン
以前セゾングループだったファミリーマート等と提携していた。SSコミュニケーションズ（現：角川・エス・エス・コミュニケーションズ）が運営。e+のサービス開始に伴い1999年にサービス終了。なおe+とファミリーマートとの提携は1度1998年に解消の後、2009年に開始しており、事実上11年ぶりの再開となった。有楽町西武の記事も参照。
丸井チケットガイド→丸井チケットぴあ
丸井が単独で「丸井チケットガイド」として運営していたが、その後チケットぴあと事業提携して「丸井チケットぴあ」となる。その後丸井は撤退、ぴあに一本化された（丸井チケットぴあの終了時期は不明）。
ダイエーオレンジチケット
九州地区を中心に展開していたダイエー系列のプレイガイド。ローソンチケットの前身。電話予約および九州地区のダイエー各店のサービスカウンターにて直接チケットが購入できた。その後ローソンでもチケット購入が可能となったが、ダイエー本体の業績不振によってダイエーの店舗からは撤退。ローソンだけの展開になったため、新たに「ローソンチケット」となる。
JTBエンタメチケット
JTB、ぴあが共同運営。全国のJTB店頭、提携販売店での販売を中心に展開。2009年にチケットぴあのシステムを導入しインターネット販売を開始した。宝塚歌劇団、巨人戦といったメジャーなチケットも取り扱っていた。2018年2月28日サービス終了。
Yahoo!チケット
ヤフーが51%、エイベックス・ライヴ・クリエイティヴが49%出資するパスレボ（2016年5月16日設立）が運営。2014年5月29日サービス開始。当初はヤフーの単独事業であったが、エイベックスとの合弁会社を設立した。2022年3月31日サービス終了。
LINEチケット
電子チケットサービス。LINE株式会社子会社のLINEチケットが運営。通信アプリ「LINE」と連係し、購入した電子チケットをLINE上で発券することが可能。2022年5月31日サービス終了。

#### 地域的
チケットポート
JCOM完全子会社のエニーが運営。1987年に設立。首都圏を中心とし、自社による興行・独占取り扱いチケットだけでなく、チケットぴあの代理店業務も手がける。文化放送とのつながりが深く、文化放送メディアプラス内に浜松町店を構えていた（2010年1月29日閉店）。社長の安西範康がさだまさしの中学校時代の同級生であることから、さだとの関係も深い。2015年7月1日、ジュピターテレコムに買収される。屋号は、文化放送コンサートコーナー→文化放送ちけっとぽーと→ちけっとぽーと→チケットポート（2016年頃 - ）。
びゅうプラザ
ルミネtheよしもとと、JR東日本が後援している劇団四季公演（主に東京地区）のチケットを独自に販売。
※この他のJRグループのみどりの窓口などにおいてもプレイガイド機能を備えたものが設けられる店舗もある。
京王チケットサービス
京王グループの京王パスポートクラブが運営、チケットぴあと提携。京王百貨店新宿店1階（西新宿1-1-4）京王線新宿駅入口に店舗を構え、「京王チケットサービス」「京王パスポート」の看板が並んでいた。2011年3月31日閉店。跡地はテナントスペースとして活用されている。

### アメリカ合衆国
チケットマスター (Ticketmaster)
アメリカ合衆国に本社を置く世界最大のプレイガイド。近年はバリー・ディラーやチケットナウに買収されている。日本では展開されていない。
AXS

### オーストラリア
チケティック (Ticketek)
オーストラリアで展開されている大手プレイガイド。PBLメディア傘下。

### 中華人民共和国
- 大麦網

### 韓国
- YES24
- インターパーク